# Vito Rezza
Vito Rezza est un acteur américain.

## Filmographie
- 1986 : Doing Life (TV) : Carmelo
- 1987 : Prettykill : Bartender
- 1991 : Un bébé à bord (Baby on Board) : Sidney
- 1995 : Entre l'amour et l'honneur (Between Love & Honor) (TV) : Petey
- 1995 : Les deux font la paire (It Takes Two) : Butkis' Neighbor
- 1996 : Gotti (TV) : First Man
- 1997 : Dors ma jolie (While My Pretty One Sleeps) (TV) : Denny Adler
- 1997 : Le Dernier parrain ("The Last Don") (feuilleton TV) : Restaurant Owner
- 1997 : Melanie Darrow (TV) : Sully
- 1997 : Color of Justice (TV) : Transit Cop
- 1998 : Naked City: Justice with a Bullet (TV) : Garbageman
- 1998 : Pur et dur (One Tough Cop) : Cop #1
- 1999 : Spenser: Small Vices (TV) : Corsetti
- 1999 : Bonanno: A Godfather's Story (TV) : Uncle Frank Labruzzo
- 1999 : Un brin de meurtre (A Slight Case of Murder) (TV) : Capt. O'Donnell
- 1999 : Tel père... telles filles (Switching Goals) (TV) : Sal
- 2000 : Meurtre à l'eau de rose (The Deadly Look of Love) (TV) : Foreman
- 2001 : Drive Time Murders (TV) : Pest Control Van Driver
- 2001 : Seuls dans le noir (Blackout) (TV) : Second Detective
- 2001 : Boss of Bosses (en) (TV)
- 2002 : Mort à Smoochy (Death to Smoochy) : Lead cop
- 2002 : Haven't We Met Before? (TV)
- 2003 : America's Prince: The John F. Kennedy Jr. Story (TV) : NY Newsstand Guy
- 2005 : Stone Cold (TV) : Anthony D'Angelo
- 2005 : Murder in the Hamptons (TV) : Cab Driver
- 2006 : Jesse Stone: Night Passage (TV) : Anthony D'Angelo
- 2006 : Jesse Stone: Death in Paradise (TV) : Anthony D'Angelo
- 2007 : Fire Serpent (TV) : le barman